# نسيج طلائي حرشفي بسيط
طبقة الظهاري الحرشفي البسيط هي طبقة مفردة (واحدة) تتكون من خلايا مسطحة تشبه الحراشف تتصل مع صفيحة قاعدية (أحد الطبقتين المكونة للغشاء القاعدي) للنسيج الطلائي.  وقد تسبب هذا التركيب في سهولة مرور المواد خلاله، مما جعل امتصاصها  من أهم وظائفه فمثلا امتصاص الأكسجين إلى الدم يتم خلال هذا النوع من النسيج الذي يكون أسناخ الرئة. هذا النوع عادةً يكون قابل للنفاذ ويحدث النفاذ عندما تمر جزيئات صغيرة بسرعة خلال الأغشية عبر الترشيح أو الانتشار. 
تتواجد الحراشف الظاهرية البسيطة  في الشعيرات الدموية، الحويصلات الهوائية، الكبيبة، وأنسجة أخرى تتطلب فيها عملية الانتشار. الخلايا مسطحة وتحوي نواة مسطحة/دائرية.